# Обединен институт за ядрени изследвания
Обединеният институт за ядрени изследвания (на руски: Объединённый институт ядерных исследований; на английски: Joint Institute for Nuclear Research (JINR)), съкратено ОИЯИ, е международна научноизследователска организация в град Дубна, Московска област, Русия.
Учреден е от 18 държави членки на 26 март 1956 г. Основните направления на изследванията са ядрена физика, физика на елементарните частици и неутронни изследвания на веществото в кондензирано състояние. В института са синтезирани всички трансуранови елементи, открити в СССР и независима Русия, там е повторен синтезът на повечето трансуранови елементи, открити в други страни.
105-ият елемент от Периодичната система на елементите носи името дубний.

## Лаборатории
- Лаборатория по неутронна физика „И. М. Франк“ (ЛНФ имени И.М. Франка)
- Лаборатория по теоретична физика „Н. Н. Боголюбов“ (ЛТФ имени Н.Н. Боголюбова)
- Лаборатория по физика на високите енергии „В. И. Векслер и А.М. Балдин“ (ЛФВЭ имени В.И. Векслера и А.М. Балдина)
- Лаборатория по ядрени проблеми „В. П. Джелепов“ (ЛЯП имени В.П. Джелепова)
- Лаборатория по ядрени реакции „Г. Н. Фльоров“ (ЛЯР имени Г.Н. Флерова)
- Лаборатория по информационни технологии (ЛИТ)
- Лаборатория по радиационна биология (ЛРБ)

В института работи импулсен реактор за бързи неутрони, разработен по идея на Д. И. Блохинцев и предназначен за изучаване на взаимодействията между неутрони и атомни ядра. С помощта на сноп неутрони се изследват ядрени реакции, процесите на възбуждане на ядрата и тяхната структура при най-различни вещества.

## Българско участие
От 1956 г. до днес в ОИЯИ са работили над 500 българи. От тях 12 академици и член-кореспонденти на БАН, 56 професори и доктори на науките, 138 доценти и кандидати на науките (днес: доктори). Защитени са 21 дисертации „доктор на науките“ и 84 за звание „кандидат на науките“ (днес: „доктор“). С български автори и съавтори са публикувани над 4800 научни работи (8% от всички публикации на ОИЯИ). 51 премии на ОИЯИ са получени от 57 български сътрудници. Националната група на българските сътрудници в ОИЯИ се състои от 30 специалисти.
Длъжността заместник-директор на ОИЯИ са заемали българите Емил Джаков (1959 – 1961), Христо Христов, Иван Златев (1979 – 1983) и Цветан Вълов.